# Льюис, Дэвид Келлогг
Де́йвид Ке́ллог Лью́ис (англ. David Kellogg Lewis; 1941—2001) — американский философ. Один из наиболее авторитетных представителей аналитической философии последних десятилетий XX века. Автор гипотезы «модальный реализм», предполагающей, что все возможные миры так же реальны, как реальный мир.

## Биография
Сын Джона Льюса (John D. Lewis), преподававшего в Оберлинском колледже, и Рут Льюс (Ruth Ewart Kelloggs Lewis), специалиста по средневековой истории. Выпускник Оберлинской высшей школы. Один год (1959—1960) обучался в Оксфорде у Айрис Мёрдок, после чего выбрал философию как основную дисциплину и окончил курс в Гарварде в 1967 году.
Экстравагантность материализма Льюиса поразительным образом сочеталась с исключительной философской проницательностью и тончайшей логической проработкой интересовавших его проблем. Спорившие с ним философы подчас вынуждены были признавать своё бессилие перед его утончённой аргументацией, хотя отстаиваемую им точку зрения редко можно было признать интуитивно убедительной. Возможно, именно это интеллектуальное превосходство иногда заставляло его как бы играючи защищать взгляды, которых он придерживался просто потому, что никому из его оппонентов было не под силу его опровергнуть. При этом сам он был в высшей степени открыт к критике и никогда не стеснялся признавать свою неправоту или корректировать свои воззрения под влиянием переубедивших его коллег. Правда, материализм всегда оставался для него неприкосновенным.

## Философские воззрения
Метафизика Льюиса представляет собой разновидность материализма, специфику которого можно было бы выразить следующим образом: всё существующее (включая физические законы) «надстраивается» (supervenes) над физическими свойствами индивидуальных точек четырёхмерного пространства-времени или же над свойствами, распределёнными по этим точкам. Хотя такой взгляд на вещи не обязательно предполагает материализм, Льюис настаивал на его материалистической трактовке, утверждая, что физика сообщает всю истину о мире.
Чтобы в мире остались одни лишь физические индивиды, Льюис сводит все универсалии — свойства и отношения — к множествам или классам индивидов. Свойство — это просто принадлежность индивида к соответствующему множеству, каждое из которых Льюис тоже трактует в качестве индивида. Однако даже если понимать множества как индивиды (хотя с этим и связан ряд серьёзных логических затруднений), то это индивиды абстрактные, а не физические.
К этому добавляется другая трудность: множества и свойства не всегда совпадают. Например, множество живых существ, имеющих сердце, совпадает с множеством живых существ, имеющих почки. Но иметь сердце и иметь почки — это разные качества. Льюис находит выход: он отождествляет свойства не просто с множествами индивидов, существующих в нашем мире, а с множествами индивидов, существующих во всех возможных мирах со всеми их возможными отличиями от нашего мира. В этом случае возможны миры, в которых живые существа с сердцем не имеют почек, а живые существа с почками лишены сердца.
Метафизическую позицию Льюиса в целом можно охарактеризовать с помощью принципа юмовской супервентности. Согласно данному принципу всё, что существует в мире — это огромная мозаика локальных, отдельных фактов. В результате получается, что в любых двух мирах, в которых одинаково пространственно-временное распределение фундаментальных свойств, одинаковы и все контингентные факты. Для Льюиса все фундаментальные свойства — это внутренние свойства, а мир характеризуется распределением этих свойств по точкам пространства-времени. В этом отношении мир похож на гигантский монитор: все, что изображено на мониторе, можно свести к свойствам отдельных пикселей плюс их распределению по поверхности монитора; единственное отличие в том, что мир четырехмерен, а не двухмерен как поверхность монитора. 
Возможные миры Льюис понимает не как возможные варианты развития нашего мира, а как вполне самостоятельно существующие обширные пространственно-временны́е индивиды, которые при этом не связаны друг с другом ни пространственно-временны́ми, ни причинно-следственными отношениями — они никак друг на друга не влияют, не являются частями друг друга, никак не соотносятся друг с другом во времени и пространстве. Количество таких миров максимально велико — существуют миры с любыми особенностями пространства-времени и с самым разным содержанием. Иначе говоря, нет такой возможности, которая не была бы реализована в одном из этих миров. Соответственно, возможными мирами их можно назвать только по отношению к нашему миру — внутри самих себя они вполне себе действительны, а вот наш мир вместе со всеми прочими для них как раз всего лишь возможный.
При этом, полагает Льюис, то, что мы называем своими возможностями (или возможностями каких бы то ни было других индивидов), уже реализовано не кем иным, как «двойниками» (counterparts) — нашими или других индивидов — в других возможных мирах. Поэтому, когда некто говорит о себе, что в своё время он мог бы стать скрипачом, а не бухгалтером, он, по мнению Льюиса, имеет в виду своего «двойника», ставшего скрипачом хотя бы в одном из бесчисленного количества возможных миров.
Кроме того, согласно Льюису, каждый индивид представляет собой структуру, протяжённую в четырёхмерном пространстве-времени. Это означает, что у всех индивидов есть не только пространственные, но и временны́е части, наши «временны́е срезы» разной продолжительности или «моментальные личности». Поэтому ни о какой личной идентичности речи быть не может: есть лишь отношения похожести и причинно-следственной зависимости, связывающие друг с другом именно эти «личностные фазы», а не какие-нибудь другие. Неудивительно, что Льюис допускает расщепление «ментального потока», составляющего личность, когда, например, в результате создания точной физической копии человека образуются два параллельных «потока», каждый из которых в момент своего возникновения содержит все предыдущие фазы и моментальные личности из исходного «потока». И тогда удвоенной личности придётся обозначать словом «я» обе личности, возникшие в результате удвоения (хотя Льюис склонен полагать, что и здесь речь по-прежнему идёт об одной личности, а не о двух).
Если же говорить о содержании «ментальных потоков», то, будучи, материалистом, Льюис считает любой сознательный опыт, выходящий за границы чисто физического описания мира, иллюзорным. Когда некто испытывает боль, он в действительности не приобретает никакого знания, которое хоть чем-то дополняло бы точное физиологическое описание происходящих в его организме процессов. Отрицание самостоятельного значения сознательного опыта заходит у Льюиса так далеко, что он отказывается принимать его в расчёт даже при попытке объяснения галлюцинаций, когда человек имеет, скажем, зрительный опыт реально не существующих предметов. Приводя в качестве примера шекспировского Макбета, которому мерещится парящий перед ним в воздухе кинжал, Льюис спокойно отмечает, что кинжал действительно плывёт перед глазами Макбета, но не нашего, а его «двойника» из другого мира, которого наш Макбет ошибочно принимает за самого себя. Неожиданность такого анализа не может, однако, затмить собой то обстоятельство, что галлюцинация представляет собой вовсе не ложное убеждение человека относительно самого себя, а непосредственный зрительный опыт.

## Основные труды
Журнальные статьи:
| 1970 | General semantics // Synthese. — Т. 22, вып. 1. — С. 18—67.                                                                    |
| 1973 | Counterfactuals and comparative possibility // Journal of Philosophical Logic. — Т. 2, вып. 4. — С. 418—446.                   |
| 1974 | Radical interpretation // Synthese. — Т. 27, вып. 3. — С. 331—344.                                                             |
| 1979 | Scorekeeping in a language game // Journal of Philosophical Logic. — Т. 8, вып. 1. — С. 339—359.                               |
| 1980 | Veridical hallucination and prosthetic vision // Australasian journal of philosophy. — Т. 58, вып. 3. — С. 239—249.            |
| 1981 | Causal decision theory // Australasian Journal of Philosophy. — Т. 59, вып. 1. — С. 5—30.                                      |
| 1981 | Ordering semantics and premise semantics for counterfactuals // Journal of Philosophical Logic. — Т. 10, вып. 2. — С. 217—234. |
| 1983 | Extrinsic properties // Philosophical Studies. — Т. 44, вып. 2. — С. 197—200.                                                  |
| 1983 | New work for a theory of universals // Australasian Journal of Philosophy. — Т. 61, вып. 4. — С. 343—377.                      |
| 1984 | Putnam's paradox // Australasian Journal of Philosophy. — Т. 62, вып. 3. — С. 221—236.                                         |
| 1988 | Desire as belief // Mind. — Т. 97, вып. 387. — С. 323—332.                                                                     |
| 1994 | Symposium: Chance and Credence Humean Supervenience Debugged // Mind. — Т. 103, вып. 412. — С. 473—490.                        |
| 1996 | Desire as Belief II // Mind. — Т. 105, вып. 418. — С. 303—313.                                                                 |
| 1996 | Elusive knowledge // Australasian Journal of Philosophy. — Т. 74, вып. 4. — С. 549—567.                                        |
| 1997 | Finkish Dispositions // The Philosophical Quarterly. — Т. 47, вып. 187. — С. 143—158.                                          |
| 1997 | Naming the colours // Australasian Journal of Philosophy. — Т. 75, вып. 3. — С. 325—342.                                       |
| 2001 | Sleeping beauty: reply to Elga // Analysis. — Т. 61, вып. 271. — С. 171—176.                                                   |
| 2001 | Forget about the «correspondence theory of truth» // Analysis. — Т. 61, вып. 272. — С. 275—280.                                |
| 2001 | Truthmaking and Difference‐Making // Noûs. — Т. 35, вып. 4. — С. 602—615.                                                      |
| 2002 | Tensing the copula // Mind. — Т. 111, вып. 441. — С. 1—14.                                                                     |

Книги:
| 1969 | Convention: A Philosophical Study. — Harvard: Harvard University Press, 1969.                |
| 1973 | Counterfactuals. — Harvard: Harvard University Press, 1973.                                  |
| 1974 | Semantic Analysis: Essays Dedicated to Stig Kanger on His Fiftieth Birthday. — Reidel, 1974. |
| 1986 | On the Plurality of Worlds. — Blackwell.                                                     |
| 1991 | Parts of Classes. — Blackwell, 1991.                                                         |